# Dasycyrton minusculus
Dasycyrton minusculus är en tvåvingeart som beskrevs av Artigas 1970. Dasycyrton minusculus ingår i släktet Dasycyrton och familjen rovflugor. Inga underarter finns listade i Catalogue of Life.